# Cersei Lannister
Cersei Lannister es un personaje ficticio de la saga Canción de hielo y fuego de George R. R. Martin y su adaptación televisiva Game of Thrones, donde es interpretada por la actriz Lena Headey. Presentada en 1996 en Juego de tronos, Cersei es miembro de la Casa Lannister, una de las familias más ricas y poderosas del continente de Westeros. Posteriormente aparece en Choque de reyes (1998) y Tormenta de espadas (2000), y se convierte en un personaje de punto de vista prominente a partir de Festín de Cuervos (2005). El personaje aparecerá en el próximo volumen Vientos de invierno.
Cersei es Reina de los Siete Reinos de Westeros por matrimonio con el Rey Robert Baratheon. Su padre, Tywin, arregló el matrimonio después de que fracasara su intento de desposarla con el príncipe Rhaegar Targaryen, a quien idolatraba de niña. Robert tomó el trono con la ayuda de los Lannisters cuando terminó con la dinastía Targaryen. Cersei ha estado involucrada en un romance incestuoso con su hermano gemelo, Jaime, desde la infancia. Los tres hijos de Cersei son de Jaime, lo cual es desconocido para Robert, quien abusa de ella durante su matrimonio. La supuesta ilegitimidad de sus hijos provoca una lucha de poder a raíz de la muerte del rey conocida como la Guerra de los Cinco Reyes. Los principales atributos del personaje de Cersei son su ansia de poder, su punto de vista transgresor, sus intrigas y su amor por sus hijos, a quienes busca proteger.
Cersei es considerado uno de los personajes más complejos de la historia. Headey recibió elogios generalizados de la crítica por su interpretación del personaje en la serie de HBO, Game of Thrones. Fue nominada a cinco premios Emmy a la Mejor Actriz de Reparto en una Serie Dramática y un Globo de Oro a la Mejor Actriz de Reparto por su actuación. Headey y el resto del elenco fueron nominados a siete premios del Sindicato de Actores de la Pantalla por Mejor reparto de televisión en Serie Dramática. En la temporada 5 de la serie, una versión joven del personaje es interpretada por Nell Williams en un flashback.

## Concepción y diseño
Cersei es la única hija y la mayor de Tywin Lannister y su esposa, Joanna; su hermano gemelo, Jaime, nació poco después de Cersei. Cersei y Jaime se parecían tanto cuando eran niños que Cersei ocasionalmente vestía la ropa de Jaime y fue confundida con él.
Ya desde su juventud, Cersei admiraba a su padre y sus dotes de mando, deseando probar que era tan buen gobernante como su progenitor, pero cuando consigue el mando no es capaz de manejarlo, ya que no posee la dedicación y prudencia suficientes para la política y evita enfrentarse a situaciones delicadas, prefiriendo rodearse de leales y aduladores. Tampoco es capaz de tolerar las opiniones disidentes y confunde el desacuerdo con rebeldía. 

A su hermana le gustaba creerse una especie de Lord Tywin con tetas, pero estaba en un error. Su padre había sido despiadado e implacable como un glaciar, mientras que Cersei era todo fuego valyrio, más aún cuando le llevaban la contraria [...] No le falta cerebro, pero no tiene criterio ni paciencia.
Jaime Lannister acerca de Cersei

Los gemelos experimentaron sexualmente a una edad temprana, pero fueron descubiertos por un sirviente, quien informó a su madre. Joanna encargó a un guardia que mantuviera a los gemelos separados y mantuvo el asunto en secreto para su padre, amenazando a los gemelos con que le informaría si alguna vez lo repetían.
Poco después, Joanna murió al dar a luz al hermano enano menor de los gemelos, Tyrion. Cersei culpó a Tyrion por la muerte de Joanna y comenzó a abusar de él cuando era un bebé. Martin dijo en Rolling Stone:

Ciertamente, hay un gran nivel de narcisismo en Cersei. Tiene una visión casi sociópata del mundo y la civilización.

Desde que ella era muy joven, Tywin esperaba que su hija se casara con Rhaegar Targaryen, y rechazó la propuesta de la princesa de Dorne de desposar a Oberyn Martell y Elia Martell con Cersei y Jaime, respectivamente. Cersei se enamoró de Rhaegar; sentimientos que ocultó a su hermano como su padre le aconsejó.
A la edad de 11 años, Jaime fue enviado para servir como escudero de Lord Sumner Crakehall. Un año después, Aerys Targaryen rechazó la propuesta de que Cersei se casara con su hijo, humillando a Tywin. Tywin llevó a Cersei a Desembarco del Rey y, en los años siguientes, rechazó todas las ofertas de matrimonio para ella. En 281 d. C., cuando Cersei y Jaime tenían 15 años, Jaime, recién nombrado caballero en el campo de batalla y de camino a Roca Casterly, llegó a Desembarco del Rey para visitar a su hermana, de quien había estado separado durante cuatro años. Ella le informó a Jaime que su padre planeaba casarlo con Lysa Tully y lo persuadió de unirse a la Guardia Real para estar cerca de ella, después de que los gemelos se hubieran acostado juntos por primera vez. Así comenzó una aventura que continuó durante todo el matrimonio de Cersei con Robert Baratheon. Si bien inicialmente estaba feliz de casarse con Robert, él no le devolvió el afecto de Cersei y la engañó repetidamente. Luego reanudó su relación incestuosa con Jaime, lo que resultó en los nacimientos de Joffrey, Myrcella y Tommen.
Posteriormente a su matrimonio, la representada de Cersei como una mujer de carácter narcisista y ambicioso que no se detiene ante nada para cumplir sus objetivos se fortaleció. Ella a admite no amar a ninguna otra persona que no sea ella o sus hijos, pues cree que el amor hace a las personas débiles. Desprecia la sociedad machista que es Poniente pues no le permite alcanzar el poder que por derecho merece, pero también se sirve de sus armas como mujer para manipular y conducir las cosas a su favor. Desprecia al género femenino, al creer a las mujeres como frívolas y débiles pero considerándose ella misma una excepción.
La actriz Lena Headey interpreta al personaje de Cersei en la adaptación televisiva Game of Thrones. Describe así a su personaje: «Está políticamente muy mentalizada, es paranoica y trabaja duramente para conseguir sus objetivos. Ansía el poder, no importa el precio que sea ni a quien afecte. Ama a su hermano, pero siempre y cuando le proporcione apoyo y cariño... yo no llamaría amor a eso».
Como mucho dentro de la narrativa e historia ficticia fantástica, el personaje de Cersei cuenta con paralelismo históricos que datan del Medioevo europeo y del renacimiento. La principal comparación histórica y más evidente es hacia la hija natural del Papa Alejandro VI, Lucrezia Borgia, doncella que al igual que Cersei Lannister, se le atribuye una relación íntima y política con su familia inmediata, en especial con su hermano Cezare Borgia.

Todo hombre y toda doncella empiezan siendo piezas, aunque algunos se crean jugadores. Por ejemplo Cersei; se cree astuta, pero en realidad es predecible hasta la náusea. Su poder depende de su belleza, su cuna y su riqueza, y de esas tres solo la primera es suya en realidad, y no tardará en abandonarla. Entonces solo será digna de compasión. Quiere poder, pero cuando lo consigue no sabe qué hacer con él.
Petyr Baelish acerca de Cersei

## Historia

### Primeros años

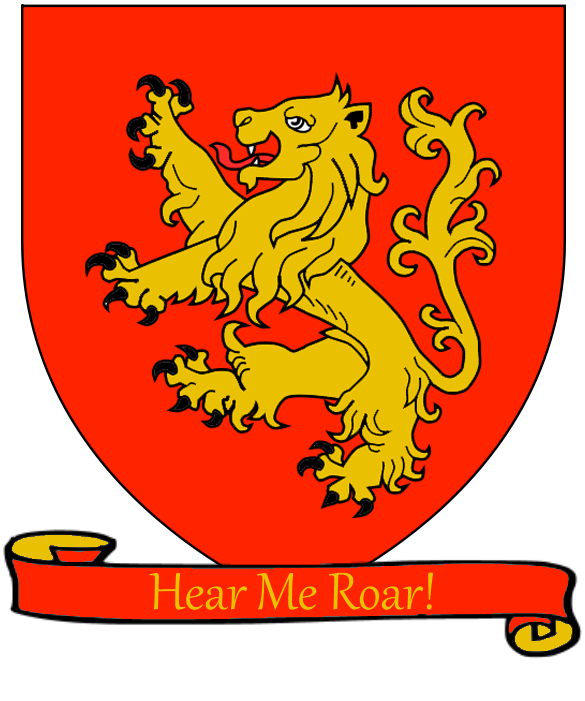
Emblema de la Casa Lannister y su lema "Hear me Roar (Óyeme rugir).

Un hecho trascendental se produjo durante su niñez. Cersei acudió en compañía de dos amigas a visitar a una maegi (bruja) que se afirmaba que tenía la capacidad de ver el futuro. Una de ellas huyó antes de llegar, pero Cersei y su otra amiga, Melara Hetherspoon, entraron dentro del tenderete de la bruja. Esta le vaticinó a Cersei su compromiso frustrado con el príncipe Rhaegar Targaryen, que sería reina en un futuro y que tendría tres hijos (aunque no con el propio rey), pero también le dijo que moriría estrangulada por su valonqar (hermano menor). La última en preguntar fue la propia Melara, la amiga de Cersei, que le preguntó si ella se casaría algún día con Jaime, pero la bruja afirmó que no y que ella moriría esa misma noche. Cersei mató a la niña para evitar que hablara de las profecías y por tener ideas por encima de su estatus social. Cersei pasa toda su vida adulta intentando subvertir la profecía y desarrolla una fuerte paranoia, que finalmente hace que la profecía se haga realidad.
La Mano del Rey de Robert, Jon Arryn, descubrió la bastardía de los hijos de Robert y Cersei, pero cayó enfermo antes de poder decírselo al rey. Cersei le ordenó al Gran Maestre Pycelle que dejara morir a Lord Arryn para evitar que divulgara el secreto. Después intentó que Robert nombrara a Jaime como su Mano del Rey, pero él se negó.

### Juego de tronos
Cuando se juega al «juego de tronos» solo se puede ganar o morir. No hay puntos intermedios.
Cersei a Eddard Stark

Al comienzo de la saga, Cersei acompaña al rey Robert rumbo a Invernalia tras la muerte de Jon Arryn, la anterior Mano del Rey. Cersei y Jaime son descubiertos teniendo relaciones sexuales por Bran Stark, el hijo de Lord Eddard Stark, lo que causa que Jaime lo empuje de la torre donde estaban. De regreso a Desembarco del Rey, el príncipe Joffrey tiene un altercado con Arya Stark en el cual termina herido, eso hace que una rencorosa Cersei ordene la muerte de la loba huargo de Sansa Stark, la nueva prometida de Joffrey. 
En la capital, cuando su hermano Tyrion es arrestado y Jaime huye tras atacar a Eddard Stark, Robert golpea a Cersei cuando esta le ordena arrestar a Ned y le insulta por su falta de decisión. Stark había estado investigando sobre la muerte de Arryn y termina descubriendo la ilegitimidad de los hijos de Robert y Cersei. Ned confronta a Cersei y le sugiere huir de la ciudad para escapar de la ira de Robert, pero ella se rehúsa. Posteriormente, Cersei que se acostaba con su primo Lancel, logra que este diera demasiado de tomar al rey y fallara en su casería. Robert muere a raíz de una herida por un jabalí, lo que causa que Cersei proclame a Joffrey rey. Coludida con Petyr Baelish y Janos Slynt, Comandante de los Capas Doradas, ella logra tenderle una trampa a Stark, tras contarle Sansa los planes de su padre sobre marcharse de la capital. Por orden de ella, Ned es arrestado y toda su guardia y séquito son asesinados. Al reconocer el peligro que sería asesinar a Lord Stark, Cersei le aconseja a Joffrey que lo mande al muro tras la confesión de traición que ella orilla a Ned a realizar. Joffrey no obedece a su madre, y ejecuta a Stark, desencadenando la Guerra de los Cinco Reyes.

### Choque de reyes
Cersei gobierna como reina regente en Desembarco del Rey, pero pronto se da cuenta de que su hijo es incontrolable y su desastroso gobierno está sumiendo en el caos a los Siete Reinos. Para resolver la situación, Tywin es nombrado Mano del Rey y Jaime como Lord Comandante de la Guardia Real, Tywin envía entonces a su hijo Tyrion a actuar como Mano del Rey en funciones y meter en vereda a Cersei y al rey-niño. Ella al inicio intenta arrestar a Tyrion, pero acepta tolerarlo por la promesa que este le hace de salvar a Jaime. En ese tiempo, Cersei comienza a mantener relaciones íntimas con los hermanos Kettleblack, los cuales utiliza de guardaespaldas aunque en realidad estén a sueldo de Lord Petyr Baelish.

Las decisiones de Cersei son poco a poco eliminadas por su hermano, quien reemplaza al Comandante de la Guardia de la Ciudad, Janos Slynt que era leal a Cersei. El Gran Maestre Pycelle informa a Cersei sobre los planes de Tyrion de mandar a la princesa Myrcella a Dorne como prometida de Trystane Martell. Esto enoja a Cersei, pero ve que no tiene poder para detener el plan. Ante de participar en la reunión del consejo para mandar a ser Cleos Frey los términos de rendición para Robb Stark, Cersei sufre dolores de barriga horrorosos por culpa de Tyrion, quien envenena su copa. Tras calmarse, se entera de que Tyrion a alejado a su guardia, al mandarlos a una misión en Aguasdulces. Esto deja a Cersei totalmente desprotegida, y más cuando su hermano encarcela al Gran Maestre Pycelle, dejándola sin poder alguno. 
Tras despedir a su hija, Cersei junto al comité real sufre una revuelta en la ciudad, donde casi son asesinados. Hay Cersei presencia como Tyrion golpe a su hijo por enojo, pero se portan impotente. Debido a que Stannis Baratheon amenazaba con acercarse a Desembarco del Rey, Cersei intenta enviar a su hijo menor Tommen a Rosby sin que lo sepa Tyrion, pero éste envía a Jacelyn Bywater a tomar el control, interceptar la caravana y tomar bajo su custodia a Tommen. En una represaría, Cersei apresa a Alayaya, una prostituta que creía que era la amante de su hermano, y que utiliza como rehén para asegurarse que su hijo vuelve sano y salvo. En estos momentos Tyrion amenaza a Cersei, diciéndole que en el momento que esté más feliz, se encargara de destruírselo. 
Cuando comienza la Batalla del Aguasnegras, Cersei se refugia en la Fortaleza Roja junto a las demás damas de la corte. Cuando oye que los hombres de Stannis están a punto de cruzar las puertas de la capital, ordena que Joffrey sea traído a la Fortaleza Roja, eso hace que los defensores comiencen a desertar a centenares al ver al rey huyendo. La batalla resulta exitosa para el Trono de Hierro cuando Tywin Lannister y sus aliados Tyrell derrotan a Stannis. Como resultado de esta alianza, Joffrey es prometido con Margaery Tyrell.

### Tormenta de espadas
Ahora que Tywin comienza a ejercer de Mano del Rey, la capacidad de decisión de Cersei es nula y comienza a preparar la boda entre Joffrey y Margaery Tyrell. Su padre también tiene intención de que Cersei vuelva a casarse pese a la negativa de esta a hacerlo. Tywin sugiere que Cersei se case con Oberyn Martell o con un Greyjoy, pero finalmente decide que un matrimonio con Willas Tyrell sería lo mejor pues afianzaría la alianza entre las dos casas. La boda no se llevaría a cabo por la negativa de Lord Mace Tyrell. 
Finalmente se produce la boda, pero Joffrey es envenenado durante el banquete nupcial y muere en brazos de Cersei, acusando esta a Tyrion de su muerte y ordenando su arresto. Cersei organiza un falso juicio con testigos falsos, mientras Tywin, Oberyn Martell y Mace Tyrell actúan como jueces. Viendo que no tiene ninguna posibilidad de salir absuelto, Tyrion escoge un juicio por combate. Ser Gregor Clegane, campeón de Cersei, vence al campeón de Tyrion, el mismo príncipe Oberyn, y Tyrion es declarado culpable, aunque logra escapar gracias a la ayuda de Jaime. En su huida de Desembarco del Rey, Tyrion asesina a Tywin.

### Festín de cuervos
Con la muerte de Tywin, Cersei pasa a ser Señora de Roca Casterly y cabeza de la Casa Lannister (debido a que Jaime es miembro de la Guardia Real y Tyrion es un proscrito) y por fin consigue el poder absoluto que había ansiado desde joven. Cersei modifica el Consejo Privado llenándolo de leales a su causa y después ofrece el puesto de Mano del Rey tanto a Jaime como a su tío Kevan, pero ambos lo rechazan. Cersei nombra entonces a Harys Swyft, a quien considera alguien manipulable, además de un rehén para mantener la buena voluntad de su tío Kevan, pues este deja en claro su negativa de mandato de ella, lo que causa que Cersei crea que es un traidor. Ella poco a poco cae en una paranoia total, creyendo que tanto Tyrion como los Tyrell conspiran para hacerle daño a ella o a sus hijos y arrebatarle el poder, incluso ofrece el título de lord a cualquiera que le lleve la cabeza de su hermano, lo que causa una gran matanza de enanos en Desembarco del Rey. 
A su vez, Cersei quema la Torre de la Mano del Rey, mientras siente la negativa de su hermano Jaime a sus órdenes. Por otra parte, cambia los nombre de los títulos de los miembros del consejo, pues ella desea ser la única en aconsejar a su hijo Tommen, a quien logra controlar mejor a Joffrey. 
Entre las medidas de Cersei están la reinstauración de la Fe Militante, el antiguo brazo armado de la Fe de los Siete y que fue disuelta por Maegor el Cruel, como manera de solventar las deudas de la Corona con la Fe. Cersei también cancela el pago de la deuda al Banco de Hierro de Braavos lo que hace que este cancele sus préstamos, sumiendo en el caos económico a los Siete Reinos. Con el dinero no pagado, Cersei ordena la construcción de una nueva Armada Real, otorgando el título de Gran Almirante a Aurane Mares, un joven de dudosa lealtad pero que guardaba gran parecido con su amado, el príncipe Rhaegar Targaryen. Mientras todo esto sucede, se descubre que Cersei vive atormentada por una predicción que una maegi le hizo cuando era niña.
Cersei destituye a Harys Swyft como Mano del Rey y nombra a Orton Merryweather, esposo de la que se convierte en su mejor amiga, Taena de Myr. Temerosa del Septón Supremo, Cersei convence a uno de los hermanos Kettleblack de que lo asesine y después que acuda al Muro para eliminar al Lord Comandante Jon Nieve, a cambio le ofrece un título de lord y su cama.
Celosa de la influencia de los Tyrell, Cersei trama toda una conspiración contra Margaery (la reina que ella cree que la destronará), primero tratando de que uno de los Kettleblack la seduzca para así acusarla de adulterio, pero este es arrestado, y bajo tortura, confiesa con quien realmente se ha acostado es con la reina regente, además de eso confiesa que asesinó al anterior Septón Supremo bajo órdenes suyas. Cersei es arrestada por orden del nuevo Gorrión Supremo bajo los cargos de asesinato, adulterio e incesto. Desde prisión, Cersei envía una petición de ayuda a Jaime, que se halla asediando Aguasdulces, pero él ignora su llamada de auxilio.

### Danza de dragones
Cersei permanece como prisionera de la Fe de los Siete y decide confesarle al Gorrión Supremo que mantuvo relaciones sexuales con los hermanos Kettleblack y con su primo Lancel, pero no que ordenara el asesinato del rey Robert, ni el del Septón Supremo ni que se acostara con su hermano Jaime, cargos que le valdrían la ejecución. La Fe ordena que Cersei se someta a un paseo de penitencia desde el Gran Septo de Baelor hasta la Fortaleza Roja. Cersei es desnudada y todo el pelo de su cuerpo rapado. Cersei camina soportando los insultos y las miradas lascivas del populacho de Desembarco del Rey y rompe a llorar justo antes de llegar a la Fortaleza Roja.
Cersei cena con su tío Kevan y este nota que su actitud ha cambiado, notándola más sumisa. Ella pide que Taena Merryweather sea llevada a Desembarco del Rey y Kevan le dice que pronto tendrá un juicio por combate, y que Ser Robert Strong, nuevo miembro de la Guardia Real, será su campeón.

## Adaptación televisiva

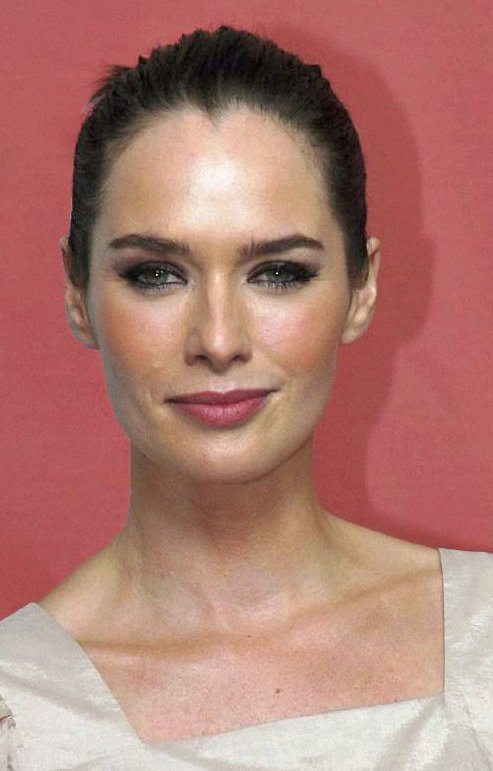
Lena Headey interpreta a Cersei en la adaptación televisiva.

La actriz Lena Headey interpreta a Cersei desde la primera temporada hasta la última temporada. Por otro lado, la actriz Nell Williams la interpretó en un flashback que mostraba un acontecimiento ocurrido en su niñez.
En octubre de 2014, Headey y varios otros miembros clave del reparto, todos contratados por seis temporadas de la serie, renegociaron sus acuerdos para incluir una potencial séptima temporada y aumentos salariales para las temporadas 5, 6 y 7. The Hollywood Reporter calificó los aumentos como "enormes", y señaló que el trato convertiría a los artistas "entre los actores mejor pagados de la televisión por cable". Deadline Hollywood puso el número para la temporada 5 en "cerca de $300,000 por episodio" para cada actor, y The Hollywood Reporter escribió en junio de 2016 que los artistas recibirían "más de $500,000 por episodio" por la temporada 7 y la temporada potencial 8. En 2017, Headey se convirtió en uno de los actores mejor pagados de la televisión y ganará £2 millones por episodio para el programa.

### Historia
Gran parte de la historia de Cersei de la primera y segunda temporada de la serie de televisión no ha cambiado con respecto a los libros. Sin embargo, un cambio notable en el programa es que Joffrey autoriza la purga de los bastardos de Robert, en lugar de Cersei.

#### Temporada 1
Después de que Cersei dejara morir a la mano del Rey, Jon Arry; se dirige con el rey y sus hijos a Invernalia, donde es atrapada teniendo relaciones sexuales con su hermano Jaime por Bran Stark. Su hermano empuja a Bran por la torre, causando que este sea tullido. Cersei antes de regresar a Desembarco del Rey con la comitiva, habla con Catelyn Stark sobre un hijo legitimo de Robert, al que perdieron. De camino a la capital, por un incidente entre su hijo Joffrey y las hermanas Stark con su lobo, Cersei obliga a Robert a ordenar la muerte de la loba de Sansa Stark, Dama. Ya en la capital, y tras el arresto de Tyrion Lannister por parte de Catelyn, Jaime se va de la ciudad dejando malherido a Ned Stark, la ahora mano del rey. En una reunión con un Ned recién despertado, Cersei exige a Robert que Stark sea puesto en prisión por las acciones de su esposa y su pelea con Jaime. Robert reniega de las habladas de Cersei, hasta que esta lo insulta, por lo que recibe un puñetazo de su esposo, y se retira.
Stark descubre posteriormente la bastardía de los hijos de Cersei, y le aconseja huir, algo que ella reniega. Tras llegar Robert a su fin como resultado de un ataque de jabalí en un viaje de caza, antes de que Stark le cuente la verdad sobre sus hijos, Cersei trabaja rápidamente para instalar a Joffrey, en el trono, con ella como su principal asesora política y reina regente. Ordena el encarcelamiento de Ned, la muerte de su séquito norteño, y el cautiverio de Sansa Stark. Aunque Cersei intenta influir en su hijo, Joffrey, muestra rápidamente signos de independencia, tras ejecutar. encontra de los deseos de Cersei, a Ned.

#### Temporada 2
Tywin decide que Cersei no ejerce suficiente control sobre su hijo y envía a Tyrion como asesor político adicional. Cersei y Tyrion no se llevan bien y constantemente tratan de socavar la autoridad del otro sobre la corona. A partir del final de la temporada 2, Tyrion ha acumulado más influencia sobre el Trono de Hierro, ha enviado a la única hija de Cersei, contra la voluntad de Cersei, de casarse con el Príncipe de Dorne, y está obligando a su primo Lancel, con quien Cersei está teniendo una aventura, para informar sobre ella. La llegada de Tywin con el ejército de Tyrell les quita a ambos hermanos su influencia en el último momento posible. Una diferencia notable entre esta segunda temporada y el libro en que se basa, Choque de reyes, es que en el momento de la Batalla del Aguasnegras, Cersei se lleva a su hijo Tommen para sentarce en el Trono de Hierro. Cersei planeaba darle veneno a su hijo para que muriera sin dolor, como sabría que Stannis le causaría. Al final es detenida por la llegada de su padre anunciando la victoria. No ocurre nada parecido en libro, puesto que Tommen ni se encontraba en Desembarco del Rey en ese momento.

#### Temporada 3

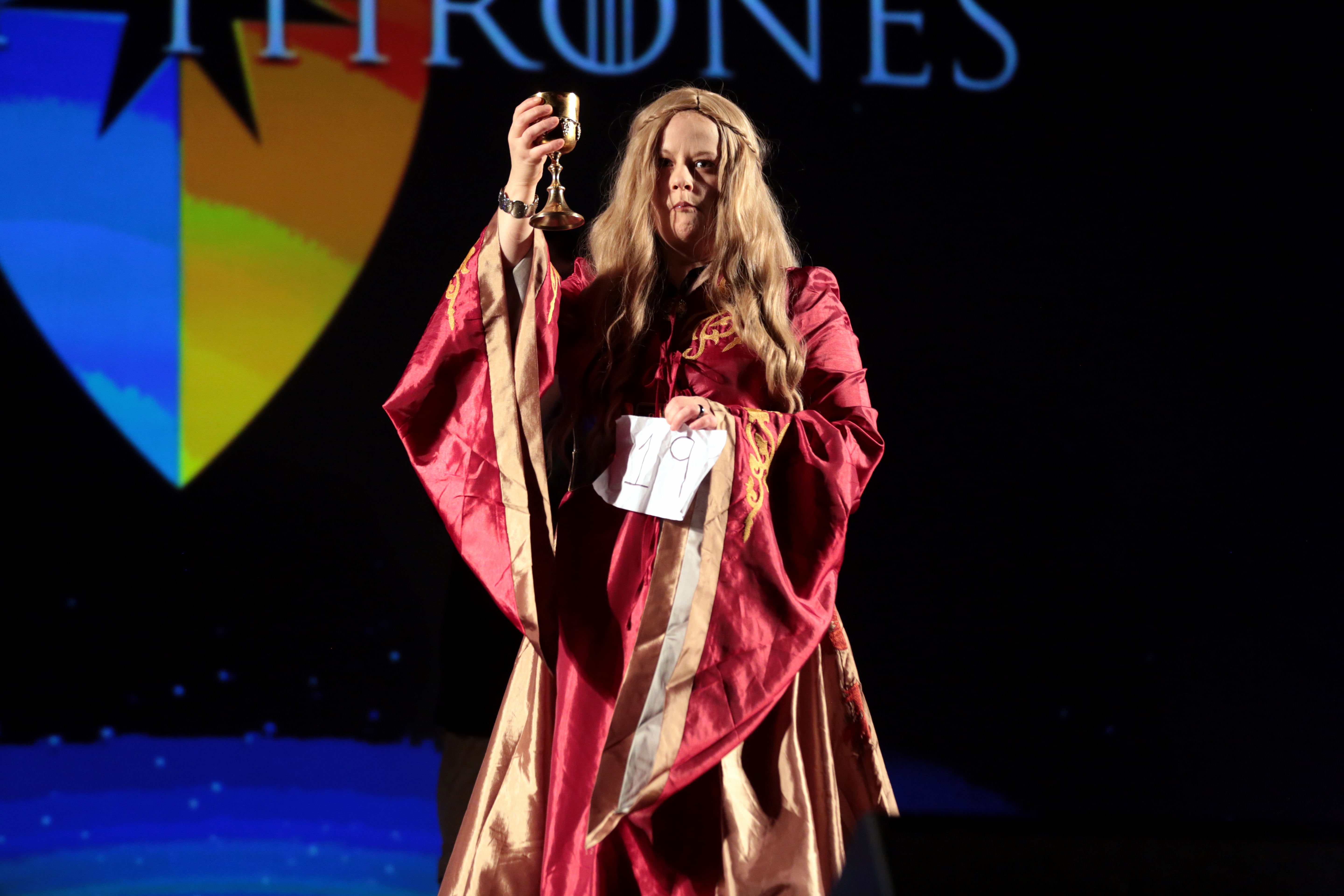
Cosplayer de Cersei con su vestuario habitual en las primeras temporadas.

Cersei llega a temer que Margaery Tyrell intente usurparla como reina y, sin éxito, intenta alejar a Joffrey de ella. Cuando Tywin se entera del plan de los Tyrell para casar a Sansa Stark con el hermano de Margaery, Loras, interviene haciendo que Tyrion se case con Sansa. Cersei está encantada, pero su alegría se convierte en ira cuando Tywin también le ordena que se case con Loras. Cuando Jaime regresa a Desembarco del Rey, inmediatamente busca a Cersei, quien se sorprende al descubrir que su mano ha sido cortada. Sabiendo que desde este momento, la serie se diferencia del libro poco a poco, algunas diferencias en la historia de Cersei es que no acabó comprometiéndose con nadie. Aunque su padre si deseaba casarla con un Tyrell, no era con Loras, sino con el hermano mayor de este, Willas, que no existe en la serie; pero Lord Mace Tyrell no aceptó el compromiso. Además, teniendo en cuenta que la temporada toma la mitad de la historia del Tormenta de Espadas, Cersei y Jaime no se reencuentran aun  este punto, sino después de la misma muerte de Joffrey.

#### Temporada 4
Cersei hace arrestar a Tyrion después de que Joffrey sea fatalmente envenenado. De luto y vengativa, se da a entender que, culpable o inocente, quiere a Tyrion muerto, mientras que Jaime se niega a creer que Tyrion sea capaz de un regicidio familiar. De hecho, en el juicio de Tyrion, es evidente que Cersei ha manipulado los procedimientos para que los testigos den testimonios incompletos o totalmente falsos para implicar más a Tyrion y Sansa en el asesinato. Cuando Tyrion exige un juicio por combate, Cersei elige a Ser Gregor "La Montaña" Clegane como campeón real, para disminuir aún más las posibilidades de Tyrion, y soborna a Bronn a través del compromiso con una mujer noble, para asegurar su veto como campeón de Tyrion. El deseo de Cersei se hace realidad cuando el campeón de Tyrion, Oberyn Martell, es asesinado por Clegane. Ella todavía se niega a casarse con Loras, amenazando incluso con revelar la verdad de su relación incestuosa con Jaime y sus tres hijos rubios. Algunas diferencias en la historia del personaje en la serie y los libros son que no tiene dicha confrontación con su padre por no desearse casar con Loras; podríamos decir que es una adaptación del conflicto del libro en donde Tywin desea enviar a Cersei a Roca Casterly para alejarla de Tommen.

#### Temporada 5
Cersei recibe una amenaza de Dorne, donde Myrcella está comprometida con Trystane Martell, y envía a Jaime a Dorne para recuperarla. Tommen está casado con Margaery, quien intenta manipular a Tommen para que envíe a Cersei a Roca Casterly. Temerosa de perder su poder, Cersei se encuentra con el líder religioso, el Gorrión Supremo, lo nombra Septón Supremo y le da autoridad para restablecer la Fe militante. Para desestabilizar a la Casa Tyrell, Cersei hace arreglos para que el Gorrión Supremo arreste a Loras por su homosexualidad, y que Margaery también sea arrestada por perjurio después de mentir para defender a Loras. Sin embargo, el plan de Cersei fracasa cuando Lancel, ahora miembro de la fe, confiesa su romance con Cersei, su papel en el asesinato de Robert, y la acusa de incesto, lo que lleva al Gorrión Supremo a arrestarla. A Cersei finalmente se le permite regresar a la Fortaleza Roja después de confesar haber cometido adulterio con Lancel, pero le cortan el cabello y se ve obligada a caminar desnuda por las calles de Desembarco del Rey como expiación. Cersei regresa, angustiada por el abuso que le han dirigido los habitantes de Desembarco del Rey, pero es consolada por la exitosa reanimación de Ser Gregor Clegane por parte de Qyburn.
Desde este punto existen varias diferencias entre libro y temporada. No le llega ninguna amenaza a Cersei de Dorne, aunque podría ser una adaptación de su historia en Danza de Dragones, donde ella recibe información de una daño a su hija. Ante ello, Jaime no es enviado a rescatar a la princesa sino a recuperar Harrenhal y a rendir Aguasdulces por su orden; tema que en la serie es tratado en la posterior temporada por orden de Tommen. La forma en como se une con la fe es distinta también: Cersei es la que ordenó la muerte del Septón Supremo no el Gorrión como en la serie, y se une al por deseo de poder ungir a su hijo como rey ante la fe y saldar la deuda que le tenía la corona con la religión. Al mismo tiempo, es completamente diferente la forma en como arresta a Margaery: la inculpa de adulterio y de no haber llegado virgen a la boda con Tommen, trazando una red de engaños con personajes no existentes en la serie. Además, Loras jamás es encerrado en el libro. Como es encerrada también difiere, puesto que quien revela su adulterio con ella, no es Lance, sino Osney Kettleblack, inexistente en la serie. 
Varios otros temas del libro fueron adaptados en otras temporadas, como la creación de una frota de guerra o la deuda con el Banco de Hierro. Otros sin embargo fueron omitidos de la versión televisiva, como su alianza con Taena de Myr, que no existe en la serie; sus acciones en el consejo real poniendo y sacando a personas del cargo, cosa que en la serie no se toca, y simplemente se deja vacío los puestos del consejo; la quema de Torre de la Mano, su forma de tratar a Tommen y su rivalidad con su tío Kevan.

#### Temporada 6

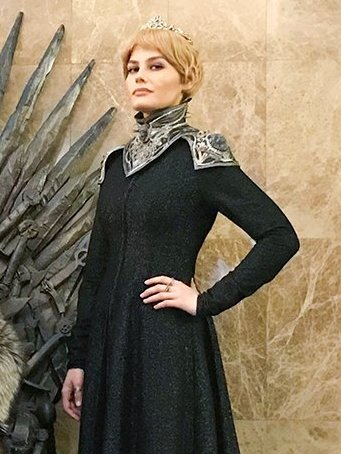
Cosplayer de Cersei como Reina.

Cersei permanece en la Fortaleza Roja, confinada en sus habitaciones y despojada de su autoridad. Aunque acepta la disculpa de Tommen por su falta de acción en su arresto y camino de expiación, otros miembros de la corte la miran con desprecio. Cersei se entera de Tommen, que el Gorrión Supremo planea que Margaery haga una caminata de expiación antes del juicio de Cersei y conspira con el Pequeño Consejo para que el ejército de Tyrell marche en el Sept de Baelor para asegurar la liberación de Margaery y Loras. Su plan fracasa cuando se revela que Margaery se ha unido a la Fe de los Siete y ha convencido a Tommen de fusionar la Fe y la Corona. A pesar de haber sido despojada de sus aliados, Cersei opta por permanecer en Desembarco del Rey, habiendo nombrado a Ser Gregor como su campeón en su prueba por combate. Sin embargo, Tommen anuncia que el juicio por combate ha sido abolido y reemplazado por el juicio por los Siete. Cersei hace los arreglos para que un alijo de incendios forestales sea detonado debajo del Sept durante el juicio de Loras, que mata al Gorrión Supremo, Margaery, Loras y el resto del Pequeño Consejo. Como resultado de las acciones de Cersei, Tommen se suicida. En el vacío de poder que siguió a la muerte de Tommen, Cersei reclama el Trono de Hierro como la primera reina reinante de los Siete Reinos.
A este punto, la historia de Cersei en los libros que se han estrenado ya se ha representado completamente desde la anterior temporada, por lo que lo demás es netamente historia de la versión televisiva. Las únicas diferencias a resaltar serían que como las pruebas contra Margaery son débiles, la Fe la libera sin una caminata de la vergüenza en custodia de Lord Randyll Tarly, y elige un juicio ante la Fe. La serie elimina un cena con Kevan, donde Cersei se muestra sumisa. Cabe recalcar que el vacío de poder en los libros inicia con la muerte de Kevan, y es difícil que Cersei cause la explosión del septo de Baelor.

#### Temporada 7
A pesar de ser nominalmente gobernante de Westeros, el control de Cersei en el trono es tenue, con las Tierras de los ríos en agitación después de la masacre de Arya Stark en la Casa Frey, el Valle y el Norte apoyando al proclamado rey del Norte, el hijo bastardo de Ned Stark, Jon Snow; y Tyrion, Asha Greyjoy, Dorne y El Dominio apoyan a Daenerys Targaryen, cuya flota se ha apoderado de Rocadragón. Cersei permanece fría y distante después del suicidio de Tommen, viéndolo como una traición a su familia. Sin hijos a los que proteger, la malicia y la venganza de Cersei han crecido, y busca implacablemente expandir su poder y destruir a sus enemigos. Cersei se acerca al Rey de las Islas del Hierro, Euron Greyjoy, para formar una alianza, pero rechaza la propuesta de matrimonio de Euron porque lo considera indigno de confianza. Más tarde, Euron embosca a la flota de Daenerys y captura a Yara Greyjoy, Ellaria y Tyene Arena, y las presenta como un "regalo" a Cersei. Ella acepta casarse con Euron después de que se gane la guerra; sin embargo, ella continúa su romance con Jaime, ya no intenta ocultar su relación a sus sirvientes. Cersei encarcela a Ellaria y Tyene en las mazmorras, mata a Tyene con el mismo veneno que se utilizó para matar a Myrcella y mantiene a Ellaria con vida para ver morir a su hija. 
Tycho Nestoris del Banco de Hierro llega a Desembarco del Rey para solicitar el pago de su deuda. Cersei solicita quince días para cumplir. Luego hace que los ejércitos de Lannister y Tarly ataquen Highgarden, derrotando a los Tyrell. Jaime sin desear matar brutalmente a Olenna Tyrell tras su derrota, le da veneno; esta se regodea con Jaime de que ella fue la responsable del envenenamiento de Joffrey. La riqueza de los Tyrell se transporta de forma segura a Desembarco del Rey, pero la comida que los Lannister roban del Dominio se destruye cuando Daenerys ataca la caravana con su horda y dragón Dothraki, Drogon. Jaime apenas sobrevive a la batalla y anima a Cersei a considerar un alto el fuego.
Tyrion se infiltra en la capital para encontrarse con Jaime, y Jaime le dice a Cersei que Daenerys y Jon quieren reunirse con Cersei para negociar un armisticio mientras la humanidad lucha contra la amenaza de los Caminantes Blancos. Cersei es escéptica pero está de acuerdo y le dice a Jaime que está embarazada. Daenerys y Jon se encuentran con Cersei en Dragonpit en las afueras de Desembarco del Rey y le presentan un espectro capturado de los Caminantes Blancos como evidencia de su amenaza. Aunque aterrorizada, Cersei inicialmente se niega a aceptar un armisticio, ya que Jon se niega a permanecer neutral en la guerra entre los Lannister y los Targaryen. Tyrion habla con Cersei en privado y aparentemente la convence de aliarse con los monarcas rivales. Sin embargo, más tarde le revela a Jaime que tiene la intención de que sus enemigos se aniquilen entre sí y luego ataquen al vencedor, y ha enviado a Euron a Essos para transportar la Compañía Dorada a Westeros. Disgustado por el egoísmo y la miopía de Cersei, Jaime finalmente abandona su lado y va hacia el norte por su cuenta, dejando a Cersei sola.

#### Temporada 8

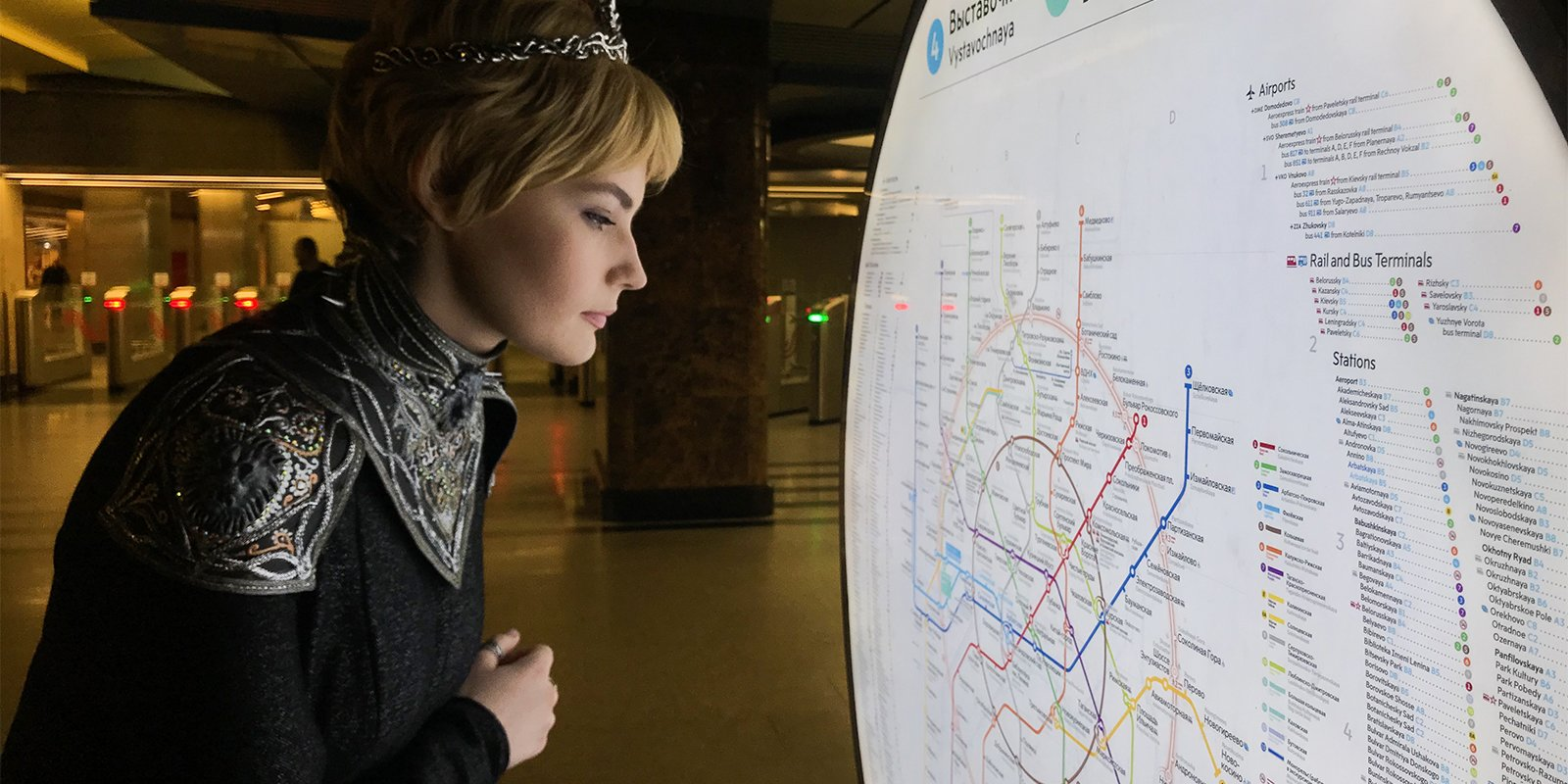
Cosplayer de Cersei. La pose de la foto es muy parecida a la que hace Cersei cuando Daenerys destruye Desembarco del Rey.

A Cersei se le informa que los Caminantes Blancos han traspasado el Muro, para su deleite. Euron Greyjoy regresa a Desembarco del Rey con la Compañía Dorada, y Cersei finalmente tiene relaciones sexuales con él. Cersei le pide a Qyburn que contrate a Bronn para matar a Jaime y Tyrion, usando la ballesta con la que Tyrion había matado a Tywin.
Cersei permite que los civiles busquen refugio en la Fortaleza Roja, aparentemente para protegerlos de una invasión de Desembarco del Rey, pero en realidad planea usarlos como escudos humanos para disuadir un ataque. La Flota de Hierro mata a uno de los dragones de Daenerys, Rhaegal, y se lleva cautiva a su asesora Missandei. Cuando Euron regresa a Desembarco del Rey, Cersei revela que está embarazada y miente que es de él. Daenerys, Tyrion y sus otros asesores viajan a Desembarco del Rey exigiendo la rendición de Cersei, pero Cersei no se inmuta y hace que la Montaña decapite a Missandei frente a Daenerys. Posteriormente, Daenerys lanza un ataque contra la Flota de Hierro, la Fortaleza Roja y las defensas anti-dragón que Cersei ha instalado en los muros de Desembarco del Rey, pero luego continúa quemando el resto de la ciudad. Cersei intenta refugiarse y es encontrada por Jaime, quien se había infiltrado en la Fortaleza Roja por orden de Tyrion de evacuarla. Sin embargo, su paso está bloqueado por escombros. La Fortaleza Roja comienza a colapsar, y Jaime consuela a Cersei en sus momentos finales mientras son aplastados por los escombros que caen. Más tarde, Tyrion encuentra sus cuerpos, cuyo dolor posterior lo lleva a renunciar a su lealtad a Daenerys y persuadir a Jon Snow de que la mate.

## Recepción y premios
Cersei ha sido elogiada como uno de los personajes más complejos y polifacéticos en cualquiera de las versiones de la historia. Rolling Stone la clasificó en el puesto número 5 en una lista de los "40 personajes principales de Game of Thrones", describiendo a Cersei como una mujer y matriarca que "lucha por un lugar en la mesa en un mundo hecho para hombres" y haría cualquier cosa por proteger a su descendencia. Como jugadora del juego, Cersei "preferiría morir antes que darte el control". En la lista de Rolling Stone de los "30 mejores villanos de Game of Thrones", Cersei ocupó el primer lugar. Descrita como "el ser humano más peligroso de Westeros" y "uno de los personajes más complejos y fascinantes de la televisión", Cersei es también una "figura extrañamente comprensiva, deformada por haber sido tratada como una yegua de cría cara por hombres poderosos toda su vida y genuina en sus afectos", mientras que su amarga experiencia la convierte en su peor enemiga y en "la villana de su propia historia".
Lena Headey recibió muchos elogios de la crítica por su interpretación de Cersei. James Hibberd de Entertainment Weekly declaró que desde la primera temporada, Headey "entregó perfectamente la mezcla tóxica única de orgullo, venganza, impaciencia, astucia y rencor de Cersei" y Cersei "nunca ha sido nada menos que un personaje completamente realizado". [3] Jeremy Egner del New York Times comentó que Headey "siempre ha sido una de las intérpretes más fuertes del programa". En The New Yorker, Clive James escribió que ella es una "hermosa expresión de terror arbitrario, que combina una gracia bien formada con maldad en la medida justa para asustar a un hombre hasta la muerte mientras lo deja indefenso con el deseo", elogiando la profundidad a la que Heady "transmite la radiante malevolencia de Cersei" a la mente del espectador "que vuelve a despertar una perturbación formativa". Andrew Anthony en The Guardian opinó que la serie era "más a menudo en su mejor momento cuando Headey estaba en la pantalla e irradiaba frío cálculo e intriga despiadada". Describió a Cersei de Headey como "un estudio de la tiranía como un arte seductor. Había algo magnéticamente humano en su inhumanidad. Te atrajeron sus encantos tortuosos incluso cuando retrocediste ante sus actos brutales". George R.R. Martin, autor de las novelas, elogió a Headey en el papel, y señaló que Cersei es "un personaje con muchos colores" y la gama de Headey es Martin consideró a Headey como una "actriz muy comprensiva ... una actriz diferente no podría venderlo", y calificó su interpretación de Cersei como "maravillosa".
Headey recibió un premio EWwy a la Mejor Actriz de Reparto en un Drama en 2012, un Premio Portal a la Mejor Actriz en 2012, y el Premio Women's Image a la Actriz de Serie Dramática en 2014. Recibió cinco nominaciones para el premio Primetime Emmy a la mejor actriz de reparto en una serie dramática en 2014, 2015, 2016, 2018 y 2019. También fue nominada para el Globo de Oro a la Mejor Actriz de Reparto en una Serie, Miniserie o Película para Televisión en 2016, el Critics' Choice Television Award a la Mejor Actriz de Reparto en una Serie Dramática en 2016, Premio Satellite a la Mejor Actriz de Reparto en una Serie, Miniserie o Película para Televisión en 2017, el Premio Golden Nymph a la Mejor Actriz en una Serie Dramática en 2012, y el Premio Saturn a la Mejor Actriz de Televisión en 2012 y 2017 y Mejor actriz de reparto en televisión en 2016.

## Apariciones en otros medios
En 2019, Headey y Peter Dinklage aparecieron como Cersei y Tyrion Lannister junto a Elmo en un anuncio de servicio público de Sesame Street sobre la importancia de ser respetuosos entre sí, como parte de la campaña "El respeto nos une".